# Arkadij Tielakowski
Arkadij Zacharowicz Tielakowski (ros. Аркадий Захáрович Теляковский, ur. 6 stycznia?/18 stycznia 1806 w Jarosławiu, zm. 7 września?/19 września 1891 w Petersburgu) – inżynier fortyfikator, generał porucznik armii rosyjskiej.

## Życiorys
Ukończył w 1825 Główną Oficerską Szkołę Inżynieryjną. W latach 1828–1829 uczestniczył w wojnie rosyjsko-tureckiej. W latach trzydziestych do 60. XIX wieku wykładał fortyfikację w różnych uczelniach wojskowych, uczestniczył w budowie twierdz. Wysunął teorię rozpatrywania i stosowania fortyfikacji w powiązaniu z taktyka i strategią. Teoretyczne wywody Tielakowskiego (łączność fortyfikacji ze sztuką wojenną i artylerią, konieczność budowy umocnień w połączeniu z terenem i potrzebą wojsk, opracowanie nowych typów ukryć obronnych, kolejność prac fortyfikacyjnych ze względu na potrzeby wojsk). Teoretyczne poglądy Tielakowskiego znalazły swoje zastosowanie w obronie Sewastopola w 1854–1855, jednak dalszy ich rozwój i spory ze zwolennikami starych poglądów doprowadził do konfliktu z Zarządem Głównym Wyszkolenia Wojsk i skierowaniem Tielakowskiego w 1862 do służby w administracji wojskowej. W latach 1863–1865 przewodniczący Komitetu Technicznego Zarządu Inżynieryjnego (saperskiego).
Liczne nieporozumienia, na temat poglądów dotyczących fortyfikacji na polu walki, z ówczesnym szefem wojsk inżynieryjno-saperskich gen. Eduardem Totlebenem doprowadziły do zaliczenia Tielakowskiego w 1865 do rezerwy i uniemożliwiły dalszą działalność w dziedzinie fortyfikacji.
Od 1883 w stanie spoczynku. Uważany za twórcę rosyjskiej fortyfikacji.
Autor dzieł: „Fortyfikacja polowa” wyd. w 1839 i „Fortyfikacja stała” wyd. w 1846, przetłumaczonych prawie na wszystkie języki europejskie.